# Vanessa atalanta
Vanessa atalanta, cunoscută sub numele comun de amiral sau amiral roșu, este o specie de fluture din familia Nymphalidae, foarte răspândită în Europa, Asia, Africa de Nord și America de Nord. Este recunoscută pentru culorile sale vii și zborul agil.

## Caracteristici
Aripi: Aripile superioare sunt negre, cu o bandă transversală portocalie, iar cele inferioare sunt maro cu margini portocalii și puncte albastre.
Dimensiuni: Anvergura aripilor este de 5–6 cm.
Habitat: Preferă pădurile deschise, grădinile, pajiștile, parcurile și marginile drumurilor.
Hrană: Larvele se hrănesc în principal cu frunze de urzică (Urtica dioica), iar adulții consumă nectar din flori, fructe fermentate și sevă de copaci.

## Comportament
Este un fluture migrator care călătorește pe distanțe lungi între regiunile nordice și cele sudice și este activ mai ales în zilele însorite, dar poate fi observat și hrănindu-se în zilele mai răcoroase.

## Importanță ecologică
Vanessa atalanta contribuie la polenizarea plantelor.
Este un indicator al sănătății mediului, fiind sensibilă la schimbările climatice și la utilizarea pesticidelor.